# 조 마키
조 마키(일본어: 張 真紀, 한자음: 장진기, 1965년 ~ )는 일본의 풍수사이자 전 패션 모델이다. 효고현 고베시 출신이다. 